# Jane Dormer
Juana Dormer (en inglés, Jane Dormer; Eythrope, 6 de enero de 1538-Madrid, 23 de enero de 1612) fue una dama de honor inglesa de la reina María I de Inglaterra. Por matrimonio fue duquesa de Feria.

## Biografía
Jane Dormer nació en casa de sus abuelos paternos, Robert Dormer y Jane Newdigate en Eythrope, cerca de Aylesbury, en el condado de Buckinghamshire, durante el reinado de Enrique VIII de Inglaterra. Su familia se dividió por la controversia religiosa que causó el rey al romper relaciones con el Papa. La familia de su padre, sir William Dormer, terrateniente de Buckinghamshire modestamente acomodado y comerciante de lana, se mantuvo firmemente en la religión católica. La familia de su madre, Mary Sidney, hija de sir William Sydney, gobernador, tutor y alto chambelán del príncipe Eduardo, futuro Eduardo VI de Inglaterra, sin embargo, abrazó la nueva fe del protestantismo. 
La madre de Jane falleció en 1552, y eso decantó su fe hacia al catolicismo. Pasó su juventud en la casa de su abuela paterna y fue compañera de juegos del joven rey Eduardo VI, quien era muy aficionado a su compañía. La fe de Jane y sus conexiones reales la llevaron al corazón del poder. A pesar de una diferencia de edad de más de veinte años, Jane se convirtió en una de los mejores amigas y confidentes de la reina María I de Inglaterra quien, en su coronación, distinguió al padre de Jane, por los servicios prestados a los católicos, como uno de los seis Caballeros de Bath.
Pese al interés de varios nobles ingleses, se casó el 29 de diciembre de 1558 en la capilla del Savoy con el conde Gómez Suárez de Figueroa y Córdoba que años más tarde llegaría a ser el primer duque de Feria y era embajador y confidente del rey Felipe II de España en la corte de Isabel I de Inglaterra. Jane y Gómez se habían conocido a la llegada de Felipe II en Inglaterra en 1554 para casarse con María I, y esta había alentado el matrimonio, pero éste se aplazó hasta que Felipe regresara tras las campañas en el extranjero. Como esto nunca ocurrió, los dos no se casaron hasta después de la muerte de María I en noviembre de 1558. La unión produjo dos hijos: Lorenzo, nacido en 1559, quien sucedió a su padre como duque de Feria, y Pedro, que nació en 1565 pero que murió a los tres meses.
El conde de Feria no tardó en advertir que Isabel I iba a cambiar el rumbo religioso de Inglaterra y, a pesar de su papel oficial como embajador español, se negó a asistir a la coronación de Isabel en protesta por la presencia de protestantes en el séquito. Cuando fue sustituido en 1559, regresó a España mientras que Jane se quedó en Inglaterra para reunirse después con su esposo.  El nuevo embajador de España en Inglaterra, el obispo Álvaro de la Quadra, al ver que Jane empezó a sufrir la persecución de la reina Isabel, en julio de 1559 escribió al conde de Feria para darle parte de lo que estaba ocurriendo y le advirtió que la condesa mostraba «congoxa de verse aquí, viendo el despegamiento con que se ha con ella la Reyna y los demás». El conde inmediatamente mandó a Juan de Ayala a buscar a su esposa. Isabel I quiso impedir que otros miembros de la familia la acompañasen y tuvo que intervenir el rey Felipe II para que les permitiera marcharse. Así, la abuela de Jane, que la había criado, pudo abandonar el país, aunque no pudo acompañar a su nieta que ya había partido para España y se quedó en Lovaina con su otra nieta, Anne, hermana de Jane, donde ambas permanecieron el resto de sus vidas ayudando a los católicos ingleses en Flandes.
Jane se acomodó a su nueva vida en España. Cuando llegó a la corte, que en esas fechas estaba establecida en Toledo, fue recibida con gran afecto. El rey Sebastián I de Portugal había enviado a un emisario para darle la bienvenida y le regaló una joya tasada en 8000 ducados. Enviudó a los 33 años y vivió otros 41 sin volver a casarse. Se hizo cargo del gobierno de los estados de Feria y de su hijo. Vivió en Madrid el resto de su vida.  Mantuvo estrechos lazos con la emigración católica inglesa y prestó su apoyo moral y financiero para que se fundase un seminario en Valladolid para formar a los sacerdotes católicos ingleses.

## Muerte
La salud de Jane nunca se recuperó de un accidente que tuvo cuando estaba visitando a la duquesa del Infantado el 20 de agosto de 1609. Se rompió el brazo izquierdo por encima del codo y, aunque la atendió el médico del rey, la herida no se curó del todo, lo que le provocaba fuertes dolores. Permaneció postrada en cama desde el comienzos de 1611 y planificó su muerte hasta el punto de que ya había preparado un ataúd que guardaba en la casa. A su muerte, el 23 de enero de 1612, fue atendida por siete sacerdotes y fue enterrada el 26 de enero en el convento de Santa Clara junto a su esposo.